# Lachenalia lutzeyeri
Lachenalia lutzeyeri är en sparrisväxtart som beskrevs av G.D.Duncan. Lachenalia lutzeyeri ingår i släktet Lachenalia och familjen sparrisväxter. Inga underarter finns listade i Catalogue of Life.